# Francesco Arca (attore)
Francesco Arca (Siena, 19 novembre 1979) è un attore, personaggio televisivo ed ex modello italiano.

## Biografia

### Attività artistica
Entrato nell'agenzia dello spettacolo di Lele Mora, esordisce in televisione come concorrente del reality show di Canale 5 Volere o volare, condotto da Maria De Filippi nel 2004 e sulla stessa rete nella stagione 2004/2005 prende parte al programma pomeridiano della De Filippi Uomini e donne, come "tronista"; in seguito ha posato nudo per un calendario sexy e nella primavera 2006 ha partecipato alla terza edizione del reality La fattoria, venendo eliminato nel corso dell'undicesima puntata con il 67% dei voti. Con l'ambizione di fare l'attore, nel 2006 si trasferisce a Roma dove comincia a studiare recitazione e dizione con Anna Macci e frequenta vari corsi tra i quali quello di Ennio Coltorti. Nel 2008 inizia a collezionare piccoli ruoli in serie televisive, ad esempio nella soap opera di Rai Uno Incantesimo.
Nel 2009 prende parte al film Scusa ma ti voglio sposare, quindi ha recitato per il teatro con la commedia Bum bum liberi tutti e poi in una puntata della serie televisiva Don Matteo 7. Nel 2010 interpreta il ruolo dell'agente di polizia Antonio Branca nella fiction di Rai 1 Ho sposato uno sbirro 2. Sempre nel 2011 è nel cast del film 5, diretto da Francesco Dominedò, e compare in una puntata della serie televisiva di Rai 1 Che Dio ci aiuti.
Nel 2012 e nel 2013 è uno dei protagonisti della fiction di Canale 5 Le tre rose di Eva interpretando Bruno Attali e gira il suo primo ruolo da protagonista interpretando un nuovo poliziotto della sesta stagione di Rex. Nel 2014 è il protagonista del nuovo film di Ferzan Özpetek Allacciate le cinture in cui recita accanto a Kasia Smutniak e per cui deve prendere 13 kg in soli 22 giorni. È quindi nel cast della fiction di Rai 2 Rex nel ruolo del commissario Terzani. Nel 2015 fa una comparsa nel nuovo film di James Bond Spectre diretto da Sam Mendes. Nel gennaio 2016 appare nel video di Io di te non ho paura di Emma Marrone e poco dopo partecipa alla prima edizione del nuovo talent show per bambini Pequeños gigantes Italia condotto da Belén Rodríguez su Canale 5 nel ruolo di giurato insieme a Claudio Amendola e Megan Montaner.
Nel 2017 partecipa al reality show Pechino Express in coppia con il collega Rocco Giusti: i due concorrenti, sotto il nome de "I Maschi", hanno viaggiato spostandosi dalle Filippine fino al Giappone, passando per Taiwan, venendo eliminati solo al termine della semifinale ai piedi del Fuji. Sempre nello stesso periodo è protagonista della fiction Sacrificio d'amore su Canale 5.
Tra il 2020 e il 2023 gira cinque fiction ed è tra i protagonisti in due di queste, Fosca Innocenti su Canale 5 e Resta con me su Rai 1.

### Vita privata
Francesco Arca perse suo padre Silvano, paracadutista originario di Oristano, morto a seguito delle ferite da arma da fuoco durante una battuta di caccia sabato 23 dicembre 1995 quando aveva soltanto sedici anni. Arca è stato fidanzato con Carla Velli, Jennipher Rodriguez, Laura Chiatti, Anna Safroncik e Irene Capuano. Nel dicembre 2013 ha ripreso la sua storia d'amore con quest'ultima, dalla quale ha avuto due figli, Maria Sole, nata il 1º settembre 2015, e Brando Maria, nato il 6 aprile 2018 a Roma.

## Filmografia

### Cinema
- Scusa ma ti voglio sposare, regia di Federico Moccia (2009)
- 5 (Cinque), regia di Francesco Dominedò (2011)
- Allacciate le cinture, regia di Ferzan Özpetek (2014)
- I calcianti, regia di Stefano Lorenzi (2015)
- Spectre, regia di Sam Mendes (2015)
- Gli idoli delle donne, regia di Lillo & Greg ed Eros Puglielli (2022)
- Hotspot - Amore senza rete, regia di Giulio Manfredonia (2023)

### Televisione
- Incantesimo, regia di Francesco Pavolini – serie TV (Rai 1, 2008)
- Carabinieri 7, regia di Raffaele Mertes, Giandomenico Trillo e Alessandro Cane – serie TV (Canale 5, 2008)
- Don Matteo 7, regia di Giulio Base – serie TV (Rai 1, 2009)
- Ho sposato uno sbirro 2, regia di Carmine Elia – serie TV (Rai 1, 2010)
- Che Dio ci aiuti, regia di Francesco Vicario – serie TV (Rai 1, 2011)
- Le tre rose di Eva, regia di Raffaele Mertes e Vincenzo Verdecchi – serie TV, 26 episodi (Canale 5, 2012-2013)
- Rex, regia di Manetti Bros. – serie TV,  36 episodi (Rai 2, 2014-2015)
- Il bello delle donne... alcuni anni dopo, regia di Eros Puglielli – serie TV (Canale 5, 2017)
- Sacrificio d'amore – serie TV, 16 episodi (Canale 5, 2017-2018)
- La vita promessa, regia di Ricky Tognazzi – serie TV, 7 episodi (Rai 1, 2018-2020)
- Los nuestros 2 – serie TV, 3 episodi (Telecinco, 2019)
- L'isola di Pietro 3 – serie TV, 6 episodi (Canale 5, 2019)
- Promesas de arena – serie TV, 6 episodi (La 1, 2019)
- Vite in fuga, regia di Luca Ribuoli – serie TV, 6 episodi (Rai 1, 2020)
- Svegliati amore mio, regia di Simona Izzo e Ricky Tognazzi – miniserie TV, episodi 1 e 2 (Canale 5, 2021)
- Guida astrologica per cuori infranti, regia di Bindu De Stoppani e Michela Andreozzi – serie TV, episodi 1x03-1x04-2x05 (Netflix, 2021-2022)
- Fosca Innocenti, regia di Fabrizio Costa e Giulio Manfredonia – serie TV (Canale 5, 2022-2023)
- Resta con me, regia di Monica Vullo – serie TV, 16 episodi (Rai 1, 2023)
- La buona stella, regia di Luca Brignone – miniserie TV (Rai, 2025)

### Documentari
- Materia viva (Rai 3, 2023)

### Videoclip
- Io di te non ho paura di Emma (2016)

## Programmi televisivi
- Volere o volare (Canale 5, 2004) – Concorrente
- Uomini e donne (Canale 5, 2004-2005) – Tronista
- La fattoria (Canale 5, 2006) – Concorrente
- Pequeños Gigantes (Canale 5, 2016) – Giudice
- Pechino Express (Rai 2, 2017) – Concorrente
- Colpo di luna (Rai 1, 2024)  - Co-conduttore